# La Celle-les-Bordes
La Celle-les-Bordes é uma comuna francesa na região administrativa da Île-de-France, no departamento de Yvelines. A comuna possui 769 habitantes segundo o censo de 1990.